# Сумбва
Су́мбва (васумбва, шумбва) — народ групи банту в Танзанії.
Люди сумбва проживають у центральній Танзанії, переважно в районі Букомбе регіону Геїта, також у регіонах Кагері й Мванзі; історично перебували під впливом ньямвезі (входили до складу їхніх ранньодержавних утворень).
Згідно з даними на 2009 рік представників народу сумбва — 361 тисяча осіб.
Сумбва розмовляють мовою кісумбва, що є неписемною (втім, складені словник і граматика), у побуті й публічному житті широко застосовується також мова суахілі.
За релігією серед сумбва є як християни, так і мусульмани, зберігаються традиційні культи.
Ще наприкінці ХІХ століття місіонером в Уширомбо від сумбва був записаний місцевий фольклор.